# لغز جريمة القتل (فلم)
لغز جريمة القتل (بالإنجليزية: Murder Mystery) هو فيلم كوميدي أمريكي غامض أنتج عام 2019م من إخراج كايل نيواشيك وكتابة جيمس فاندربيلت. الفيلم من بطولة آدم ساندلر، وجنيفر أنيستون وولوك إيفانز. تم إصدار الفيلم في 14 يونيو 2019. [بحاجة لمصدر]

## ملخص قصة
يتحول شرطي من نيويورك هو وزوجته إلى مشتبهين رئيسيين في جريمة قتل بليونير مسن خلال رحلة في أوروبا.

## الممثلين
| الممثلين             | الدور/الوظيفة  |
| -------------------- | -------------- |
| جينيفر أنيستون       | أودري سبيتز    |
| آدم ساندلر           | نيك سبيتز      |
| كاتسوما شينوري       | سوزي ناكامورا  |
| لويس جيراردو مينديز  | خوان كارلوس    |
| ديفيد ويليامز        | توبياس كينس    |
| لوك إيفانز           | تشارلز كافنديش |
| جون كاني             | كولونيل أولونج |
| تيرينس ستامب         | مالكولم كوينس  |
| جيما أرتيرتون        | جريس بالارد    |
| أولافور داري ولافسون | سيرجي رادجونكو |
| جاكي ساندلر          | مضيف طيران     |

## روابط خارجية
مقالات تستعمل روابط فنية بلا صلة مع ويكي بيانات